# Списък на нематериалното културно наследство на ЮНЕСКО в Иран
Списъкът на нематериалното културно наследство на ЮНЕСКО в Иран включва 16 произведения на ирански ритуали, сценични изкуства, умения, знания и култура. През 2006 г. Иран се присъединява към Конвенцията за опазване на нематериалното културно наследство като 40-и член. На 28 април 2010 г. е подписано споразумение между правителството на Иран и ЮНЕСКО за създаване на Регионален учебен център за опазване на нематериалното културно наследство в Западна и Централна Азия под егидата на ЮНЕСКО.
Древният ритуал на Норуз на 29 октомври 2009 г. е регистриран като първото нематериално произведение на иранската култура, заедно със седем държави като съвместен обект в Списъка на нематериалното културно наследство на ЮНЕСКО. То е регистрирано като нематериално световно културно наследство по искане и при управление на Иран и в сътрудничество с Азербайджан, Индия, Киргизстан, Пакистан, Турция и Узбекистан. През 2016 г. Норуз е регистриран за втори път на 11-ото заседание на Световния комитет за нематериално културно наследство, с домакин Етиопия, тъй като пет държави, от които Афганистан, Ирак, Казахстан, Таджикистан и Туркменистан, също искат да се присъединят. Норуз е ритуалът, вписан в списъка, който обхваща най-голям брой държави.
В допълнение с Норуз, културата на печене на хляба лаваш, изкуството да се прави и свири на кеманче и персийската миниатюра са записани съвместно с други страни, а 4 произведения са свързани с иранската музика. В 15-ата виртуална среща на Световния комитет за нематериално културно наследство, организирана от Ямайка, Иран, съвместно с други държави регистрира четири нови обекта; поклонение в църквата Тадеус, съвместно с Армения; празнуването на празника Мехреган, съвместно с Таджикистан; миниатюрно изкуство, съвместно с Турция, Азербайджан и Узбекистан и правене и свиренето на уд, съвместно със Сирия.
Празнуването на празника Мехреган и свиренето на уд все още не са включени в списъка.
На осмото заседание на Комитета за нематериално наследство на ЮНЕСКО, проведено в Баку, Азербайджан, страната регистрира играта поло под името „Традиционна игра на поло с кон в Карабах“. Този въпрос предизвиква критики от страна на Иран и след известно време ЮНЕСКО се съгласява да регистрира играта на поло в Иран под друго име, без да заличава случая на Азербайджан. През 2014 г. Армения регистрира културната роля на хляба лаваш. Поради възражения на други страни в региона, които разглеждат културата на печене на лаваш като част от своята нематериална идентичност по предложение на Секретариата на ЮНЕСКО Иран беше избрана за доверена държава и координатор на този многонационален случай, както и случая Норуз, и накрая случаят с културата на печене на хляба лаваш беше регистриран с участието и на други страни.
Досието за калиграфията и ритуала вечерта Ялда е подготвено независимо и национално ниво и е изпратено до Световния комитет на ЮНЕСКО за нематериално наследство за световна регистрация съответно през 2021, 2022 или 2023 г.

## Списък
|    | снимка | наименование                                                              | Година и номер на регистрацията | описание |  |
| 1  |        | Радиф на иранската музика -                                               |                                 | Радиф е неразделна част от иранската традиционна музика. Това е колекция от многобройни стари мелодични фигури, предавани от поколение на поколение в страната чрез устна традиция. Радифът организира мелодиите в Dastgah, който е основно колекция от различни тонални пространства. Радиф формира основата на традиционната иранска музика, а музикалната колекция се предава от майстори на своите ученици, като всяко поколение музиканти добавя своя собствена музикална колекция към Радиф. По този начин опазването на тази колекция зависи от паметта и майсторството на музикантите в страната, тъй като тя е устна традиция. Младото поколение на Иран трябва да проявява любов към традиционната музика, за да гарантира, че това нематериално наследство на Иран продължава да оцелява в бъдеще. Въпреки че основният поток на иранската традиционна музика се развива чрез импровизация в съответствие с духа на изпълнителя и в отговор на публиката, музикантите прекарват години в учене и овладяване на струните като набор от музикални инструменти за техните изпълнения и композиции. Радиф е едновременно въплъщение на естетиката и философията на иранската музикална култура. |  |
| 2  |        | Ритуално драматично изкуство на Та‘зие                                    |                                 | Та‘зие буквално означава съболезнования, утеха и произлиза от коренната дума „аза“, която означава траур. Та‘зие е ритуално изпълнителско изкуство, което разказва религиозни събития, исторически и митични приказки и народни приказки, като всяко изпълнение има четири елемента на поезия, музика, песен и движение Формата на изкуството е вид игра на страст, която се смята за национална форма на иранския театър. Някои пиеси имат до сто роли, които са разделени на исторически, религиозни, политически, социални, свръхестествени, реални, въображаеми и фентъзи герои. Формата на изкуството произхожда от някои добре познати ритуали и митологии като Ядегар-е-Зариран, Суг-е-Сиавуш и този ритуал се счита за основа за неговото формиране. Всяка драма на Та‘зие е уникална и има своя собствена тема, костюм и музика. Спектаклите са богати на символи, кодове, които могат да бъдат разбрани от иранската публика и се изпълняват на сцени без светлина и декорация. Водещите винаги са мъже, а женските роли се изпълняват също от мъже. Представленията спомагат за популяризиране и укрепване на религиозни, духовни и хуманитарни ценности, като запазват старите традиции, националната култура и иранската митология. Та‘зие също така играе важна роля за запазването на сродни занаяти, като изработка на облекло, калиграфия и изработка на инструменти. Неговата гъвкавост го прави да бъде общ език между различните общества групи и насърчава комуникацията, единството и креативността. Та‘зие има много характеристики, подобни на европейската опера и така често се нарича персийска опера. Изкуството също влияе върху персийската симфонична музика и персийското кино. Героичните истории за жертвоприношението и любовта и съпротивата срещу злото са общи теми, използвани в Тази. |  |
| 3  |        | Ритуалът Пахлевани и Зоорхане Ритуали на Pahlevani и zourkhaneh           |                                 | Ритуалът Пахлевани и Зурхане е иранско бойно изкуство, което съчетава ислямски, мистични елементи и древноирански вярвания. Церемонията описва набор от гимнастически и класически движения, изпълнявани от десет до двадесет мъже, всеки от които е символ на древни оръжия. Тази форма на атлетика съчетава гимнастика, тренировки за сила, музика и бойни изкуства, за да създаде уникална система за обучение. Това е една от най-продължителните форми на обучение в света. Ритуалите Пахлевани и Зурхане представляват интеграция на духовността на суфизма и шиитския ислям с елементи от пред-ислямската персийска култура. Куполна структура, наречена Зурхане, служи като място за провеждане на тренировките, които се състоят от ритуални гимнастически движения и кулминация на бойната практика. Муршид, който води церемонията изпълнява епични и мистични стихотворения свирейки на ударен инструмент. Стиховете, които той рецитира, предават морални и социални учения и са част от литературата на Зурхане. Участниците в героичния обред могат да бъдат от всякакъв социален или религиозен произход и всяка група има силна връзка с местната общност и се стреми да помогне на нуждаещите се в общността. Тези, които овладяват индивидуалните умения и изкуства, се придържат към религиозните принципи и преминават през моралните и мистичните етапи и могат да достигнат виден ранг на герой, което показва ранга и авторитета в обществото. В момента в целия Иран има над 500 Зурхане, всяка от които включва практикуващи, основатели и редица ветерани. |  |
| 4  |        | Музика Бахши от Хорасан                                                   |                                 | Музиката от Северен Хорасан включва поезия, литература, мистика и етика. Бахши е прякорът, даден на някои изпълнители на дотар в Северен Хорасан и Туркемен Сахра. Секциите са дотарски музиканти, певци, разказвачи, композитори и майстори на дотар. В провинция Северен Хорасан някои секции са известни със своите музикални умения с дотар и арху. Те разказват ислямски и мистични стихотворения и епоси на исторически или митични теми. Тяхната музика, известна като маками, се състои от композиционни или вокални парчета, изпълнявани на турски, кюрдски, туркменски и персийски език. Тяхната музика предава история, култура, морални и религиозни ценности. Така социалната роля на тези изпълнители надхвърля ролята на обикновения разказвач, общността ги определя като съдии, посредници и лечители, както и пазители на тяхното етническо и регионално културно наследство. |  |
| 5  |        | Тъкането на килими                                                        |                                 | Персийските умения за тъкане на килими са сред изкуствата на иранския народ. Иранците са световноизвестни в килимарството, а персийските килимари в югозападен Иран са сред най-видните хора в това изкуство. Вълната се преде в прежда през пролетта или есента и използваните цветове са предимно естествени. Жените са отговорни за проектирането, избора на цветове и текстури и показването на сцени от номадския им живот върху килимите. Килимите са тъкани без никакъв предварителен дизайн, никой тъкач не може да тъче два еднакви килима. Майките учат дъщерите си да използват материали, инструменти и умения, докато бащите учат синовете си да правят порцеланови и плетачни машини. |  |
| 6  |        | Килимарството в Кашан                                                     |                                 | Град Кашан е един от известните килимарски райони в Иран. В Кашан, който е центърът за изработка на най-фините килими, един на всеки трима се занимава с този занаят, повече от две трети от които са жени тъкачи на килими. Процесът на килимарство започва с дизайн, който описва колекция от записани стилове, включително мотиви като цветя, листа, клонки, животни и сцени от историята. Основата и вътъка на стана са от памук или коприна. Персийският стил на тъкане, който също се нарича асиметричен възел, се прилага с изключителна елегантност в Кашан, така че задната част на килима е завързана фино и равномерно. Цветовете на килимите в Кашан се приготвят от различни естествени цветове като корени от ревен, орехи, кора от нар и листа от грозде. Традиционните умения за тъкане на килими в Кашан се предават на момичетата чрез чиракуване под ръководството на майки и баби. чиракуването също е инструмент за мъжете да научат уменията си по проектиране, боядисване, вълнопроизводство, приготвяне на станове и други. |  |
| 7  |        | Майсторенето на дървени лодки                                             |                                 | Знанията за направата и майсторенето на лодки и плаване с лодки в Персийския залив са една от най-старите местни индустрии в Южен Иран и нейната история датира от периода на Афшарите. С откриването на находки от Сасанидския период в землището на Монголия и откриването на пристанищата от периода на Партианите и Сасанидите, мореплаването в Иран може да се счита за много по-стара. Традиционните знания за майсторенето на дървени лодки се споменават в местния фолклор и традиции в допълнение към уменията за ветроходство и навигация и идиоми и прогнози за времето, които са тясно свързани с уменията за ветроходство и изграждане на дървени лодки. Знанията за навигация, традиционно се предава от баща на син. Иранските мореплаватели можели да определят местонахождението на кораба според позицията на слънцето, луната и звездите. Те са използвали специални формули за изчисляване на географска ширина и дължина, както и дълбочина на водата. Всеки вятър е кръстен на нещо, в комбинация с цвета на водата или височината на вълната, тази информация се използвала за прогнозиране на времето. Специалната музика и ритми също са неразделна част от плаването в Персийския залив, а моряците пеят специални песни по време на работа. Философията, ритуалният произход, културата и традиционните познания за плаването в Персийския залив постепенно изчезват, въпреки че някои от ритуалите му продължават да съществуват още в някои региони. |  |
| 8  |        | Иранските разказвачи                                                      |                                 | Театралното разказване на истории е най-старата форма на театрално представление в Иран и отдавна играе важна роля в обществото. Разказвачът разказва истории с поезия или проза с движения и ритми, а понякога и инструментална музика и рисунки. Разказвачите са хора които както забавляват така и са носители на персийската култура и традиции. Те трябва да са запознати с местните културни термини и особености, езици и диалекти също така и с местната традиционната музика. Разказът изисква значителен талант, трайна памет и способност да импровизира с умения, за да привлече публиката. Разказвачите носят прости костюми, но могат да използват шапки, каски или брони, когато разказват, за да пресъздадат бойни сцени. Доскоро разказвачите се смятаха за най-важните източници на иранските народни приказки, етнически епоси и народна музика. Разказването се е извършвало в кафенета, номадски палатки, къщи и исторически обекти като древни каравансараи. Намаляването на популярността на кафенетата, заедно с новите форми на забавление, доведе до спад в интереса към разказвачите. Стареенето на менторите и спадът на популярността сред по-младото поколение доведоха до рязък спад в броя на квалифицираните разказвачи, заплашвайки оцеляването на това изкуство. |  |
| 9  |        | Церемонията по измиване на килими на Мешхад Ардехал в памет на Султан Али |                                 | Машхад-е Ардаха е малко селце на 24 километра от Кашан. Това е малко село, а през 2006 г. в селото живеят само четири семейства. Селото е мястото на погребението на султан Али, петият син на имам Мохамед ал-Бакир. Селото е известно и с годишната церемония по измиване на килими. Това е една от най-интересните церемонии на шиитите. Тя е свързана с траур. Според легендата, султан Али е бил убит в селото от неговите врагове. След като пристигнали последователите му, те обгърнали тялото му в килим и го измили в близкия поток. Оттогава хиляди хора от околните райони се събират в Машхад-е Ардехал по време на втория петък на иранския месец Мехр, за да оплакват смъртта на Султан Али. Често поклонниците се разхождат от домовете си до светилището в Машхад-е Ардехал. След това група от тези поклонници носят останките от свещения килим, използван за увиване на тялото на султан Али на раменете им, а след това символично бият килима, за да го почистят, и също така проявяват гнева си към враговете на Али, които го убили. Останките от килима след това се измиват под специален поток, чиито води се считат за свети. Много поклонници нанасят водата по тялото си и я носят у дома с тях в бутилки. |  |
| 10 |        | Норуз                                                                     |                                 | Норуз е най-големият национален празник на иранците. Точната дата на началото на честването на Норуз не е известна и според документите и доказателствата историята на този празник датира от хилядолетия пр.н.е. Норуз е първият ден от пролетта и началото на новата година в традиционния ирански календар. Празнува се в деня на астрономическото равноденствие, което обикновено е на 21 март (пролетното равноденствие) или 1 ден по-рано или по-късно. Часът, в който се изпраща старата и се посреща новата година, се нарича „Саал Тахвил“. В миналото датата на Норуз не е фиксирана и това, което днес се нарича и се празнува като Норуз, се дължи на заповедта на Мелекшах – първи селджукски владетел, който събира редица ирански астрономи, включително Хаким Омар Хаям, за подготовката на иранския календар. Тогава се установява датата на норуз като първия ден на пролетта. |  |
| 11 |        | Културата на печене на хляба лаваш                                        |                                 | Културата на печене на хляба лаваш е едно от най-старите умения за печене на хляб в Близкия изток и все още се използва в страни като Иран, Армения, Азербайджан, Казахстан, Киргизстан и Турция. Лавашният хляб е тънък и хрупкав хляб, с дебелина три милиметра, изпечен от незаквасено тесто. В Иран този хляб се нарича още хляб танури или хляб тафтун, а в други страни е известен още като кайрма, юпка и юфка. В допълнение към редовните ястия, лавашният хляб се пече на сватби, раждания, погребения и други празници. В Азербайджан и Иран се поставя на раменете на булката или се смачква на главата ѝ, за да се пожелае щастие, докато в Турция се дава на млади двойки. Хляб за защита на починалия на погребение в Казахстан. Тази практика, която се предава от учител на ученик в семейства, изразява гостоприемство, солидарност и специални убеждения, които символизират общите културни корени, които изграждат една общност в този регион. |  |
| 12 |        | Поло (Чуган)                                                              |                                 | По́ло (Чоган) е отборен вид спорт с коне и топка. Играта датира отпреди много векове и родината ѝ е Древна Персия. Централният площад на Исфахан (Иран), разположен под прозорците на шахския дворец, в миналото е ползван като стадион за поло. Този спорт се счита за аристократичен поради популярността си сред крале и благородници. Историята на играта датира от преди около 600 г. пр.н.е. Има данни за играта от периода на Ахеменидите. Първоначално този спорт се е смятало че е за забавление и също така да покаже таланта на иранските бойни коне и иранската военна кавалерия. Този спорт постепенно е забравен в Иран по време на Сефевидите, но по време на Пехлеви отново придобива слава заради европейците. Името „чоган“ произлиза от дървото, използвано за направата на стиковете за тази игра, а уменията на играчите да удрят топката с чоган, ездата и координацията и баланса в играта са много важни. |  |
| 13 |        | Кеманче                                                                   |                                 | Изкуството да се произвежда и свири на кеманче, което е един от оригиналните и древни инструменти на Иран, се отнася до древни времена. Първите исторически данни за кеманче са свързани с книгата „Великата музика“ на Абу Наср Фараби през четвърти век. В тази книга той споменава кеманче с арабското име Раваб. В стихотворенията на някои поети, като Масуд Саад през осми век, се споменава името на този инструмент, а в картините на Исфахан Чехелстън може да се види свирещ музикант на кеманче. Кеманче принадлежи към фамилията на инструментите със струни и лък, която се състои от три части: купа, дръжка и основа. |  |
| 14 |        | Дотар                                                                     |                                 | Изкуството да се майстори и свири на дотар е едно от най-старите умения за свирене на струнен инструмент в целия Близък изток и Централна Азия. Изображението на този инструмент се намира в някои много стари скулптури и в книга, написана на езика Пахлави, името на този инструмент се споменава като тамбура или тамбурина. Фараби, великият ирански философ и учен, основава своите музикални изследвания върху Дотар Хорасани, а в своята известна книга, „Книгата на великата музика“, той е посветил независима глава на научното описание на този инструмент. Този инструмент има две струни и обикновено се свири с нокти, а понякога и с перце. Днес на дотар е често срещано в източните и северните райони на Хорасан, туркменските райони, Катул в провинция Голестан и източния Мазандаран. Черница, кайсия, хинап и орехово дърво обикновено се използват за направата на дотар, а в миналото вместо тел се е използвала коприна. |  |
| 15 |        | Миниатюра                                                                 |                                 | Миниатюрата е двуизмерно произведение на изкуството, което включва проектиране и създаване на малки картини върху книги, тапети, килими, текстил, стени, керамика и други предмети. Използват се суровини като злато, сребро и различни естествени материали. Исторически миниатюрата е илюстрация с картина на книга, в която текстът е визуално подкрепен с миниатюра, но този елемент е еволюирал и може да се разглежда и в архитектурата и като декорация в публични пространства. Миниатюрните модели представят убеждения, мироглед и начин на живот по визуален начин, а също така намират нова идентичност с ислямско влияние. Въпреки че има стилистични разлики между тях, миниатюрното изкуство, представено в различни държави в региона, има основни характеристики. Обикновено се предава чрез връзката между майстор и ученик и се счита за неразделна част от социалната и културна идентичност на всяко общество. Въпреки че това изкуство съществува от векове, то все още се развива, като по този начин укрепва връзките между миналото и настоящето. Традиционните принципи и техники на рисуване са запазени, но художниците внасят и индивидуално творчество в работния процес. |  |
| 16 |        | Поклонение към църквата на Тадеус                                         |                                 | Тридневно поклонение до църквата „Св. Тадеус“ в северозападен Иран се провежда всяко година през месец юли. Носители на това религиозно и културно поклонение са арменското население в Иран, иранските арменци, живеещи в Армения, и последователите на Апостолската църква на Армения. Поклонници се събират в Тебриз, преди да отидат на църква. Те изминават 700 км годишно от Ереван до манастира. Обредите на възпоменанието включват специални религиозни церемонии, шествия, молитви и пости. Представят се традиционни местни арменски изпълнения и се сервира арменска кухня. Този ритуал е първото социално и културно събитие за годината. Носителите на този елемент съхраняват културните спомени от поклоненията и ги предават на семейства и общности. По време на съветското време поклонението е забранено за арменския народ, а след независимостта през 90-те години на XX век, поклонничеството се възобновява от Армения. |  |

1. ↑  fa.irunesco.org
2. ↑  چرا نوروز دوباره ثبت جهانی شد؟ – ایسنا //   www.isna.ir. Посетен на 26 ноември 2021.
3. ↑  "مهرگان" و "مینیاتور" روی میز اجلاس ناملموس یونسکو – ایسنا //   www.isna.ir. Посетен на 26 ноември 2021.